# Tambora

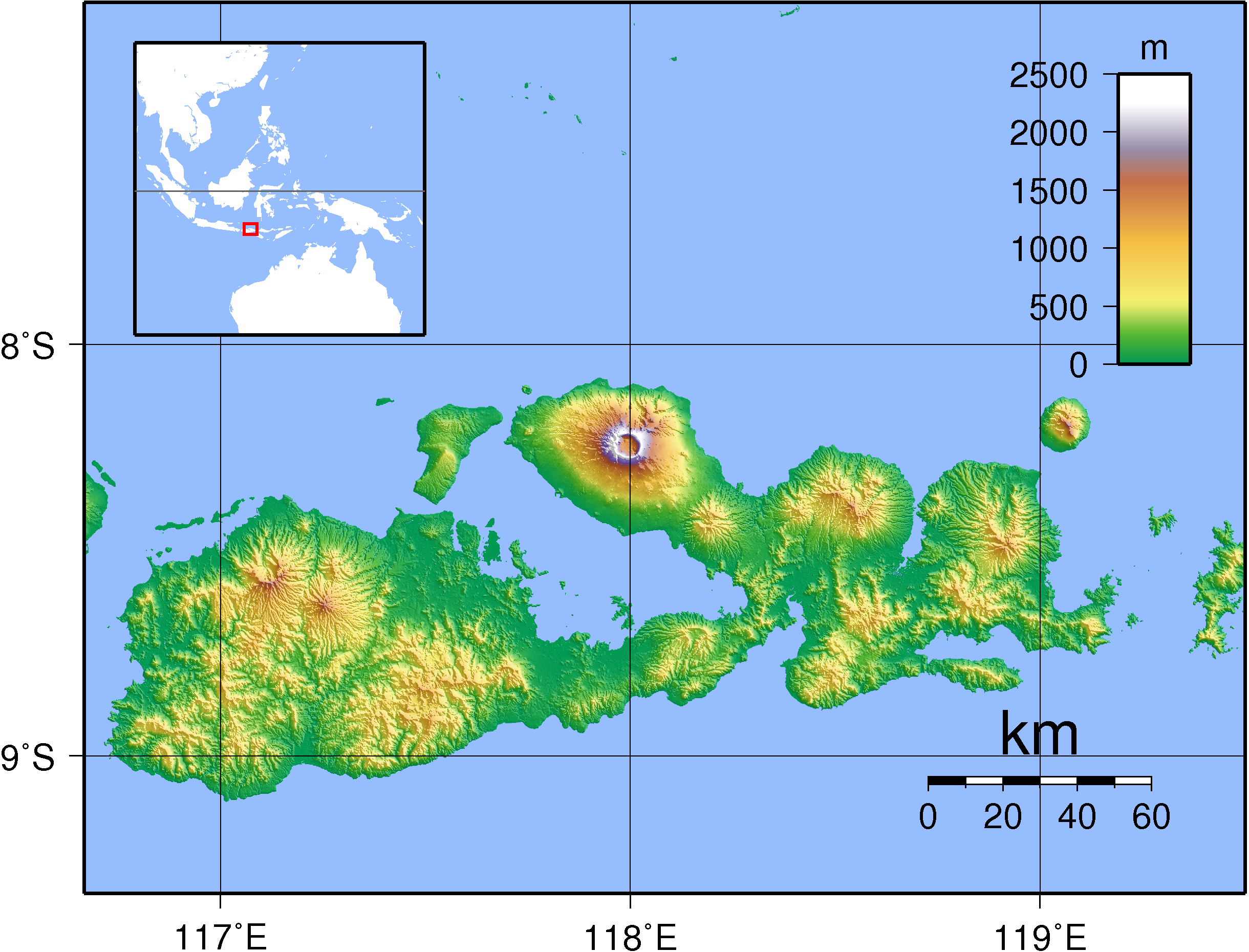
Położenie wulkanu Tambora

Tambora (indonez. Gunung Tambora) – czynny wulkan na wyspie Sumbawa w Indonezji; zaliczany do stratowulkanów.
Wysokość 2850 m; średnica krateru ok. 7 km, głębokość 1100 m.

## Erupcja w 1815 roku
Najsilniejsza erupcja miała miejsce 10 kwietnia 1815 r. (oceniana jako najpotężniejsza erupcja wulkanu w czasach historycznych, 7 w 8-stopniowej skali eksplozywności wulkanicznej), kiedy z wulkanu wydobyło się ok. 100 km³ materiału wulkanicznego (szacuje się, że przed wybuchem wulkan miał wysokość ok. 4200 m); słup wybuchu osiągnął wysokość 44 km. Wybuch był słyszany w promieniu ponad 2000 km. Popiół wulkaniczny został rozrzucony w promieniu 1300 km, w miejscach odległych o ok. 900 km na Jawie i Borneo jego warstwa miała 1 cm grubości, na samej Sumbawie do 1,5 m. Najdrobniejsze frakcje popiołu unosiły się w atmosferze jeszcze przez wiele miesięcy, okrążając kulę ziemską i znacząco ograniczając natężenie promieniowania słonecznego dochodzącego do powierzchni naszej planety. Rok 1816 przeszedł do historii pod nazwą „Roku bez lata”. Zanotowano wówczas obniżenie się temperatur i znaczny spadek plonów zbóż w Europie i Ameryce Północnej. Wnioski takie zostały potwierdzone przez badania pierścieni wzrostowych drzew.
Skutki wybuchu:
- setki tysięcy ofiar śmiertelnych, w tym ok. 11 700 bezpośrednio wskutek wybuchu, reszta na skutek głodu i chorób spowodowanego zniszczeniem zbiorów i pól, zatruciem zbiorników wodnych, powietrza itp.
- całkowita zagłada ludu Tambora
- fala tsunami o wysokości 10 m
- trzęsienia ziemi odczuwane m.in. w odległym o ok. 500 km mieście Surabaja;
- brak lata w 1816 r. w wielu miejscach na półkuli północnej, głównie w Europie i Ameryce Pn. i związana z tym klęska nieurodzaju i głodu
- obniżenie średnich temperatur globalnych  o 0,3-0,4 C[3]